# The Eminem Show
The Eminem Show je četrti studijski album ameriškega raperja Eminema, ki  je bil izdan leta 2002. Bil je najbolje prodajan album leta 2002 v ZDA, prodan v več kot 7.6 milijonih kopij. Leta 2003 je bil nominiran za  Grammy nagrado za "Album Leta" in postal Eminemov tretji studijski album zapovrstjo, ki je dobil nagrado za "Najboljši Rap Album". Album se je uvrstil na prvo mesto ZDA Billboard 200 lestvice, prodan je bil v 284.000 izdajah in to le v dnevu in pol. Album je bil naslednji teden prodan v 1.322.000 izdajah. Album je bil na vrhu Billboard 200 lestvice pet tednov zapovrstjo. The album also spent five consecutive weeks at the top of the UK Albums Chart. Do danes je album prodan v več kot 10 milijon kopijah. 7. marca, 2011, je Recording Industry Association of America album certificirala 10-krat "platinum" in tako postal Eminemov prvi album, ki je dobil "Diamond" certifikat v ZDA. Leta 2003 se je album uvrstil #317 na Rolling Stone-ovem listu 500 Najboljših Albumov Vseh Časov, in kasneje še na #84 na Rolling Stone-ovem listu Najboljših albumov 2000. desetletja. Album je bil tudi kritični uspeh, in večina kritikov meni, da je to Eminemov najbolj "zasebno" in celo najboljše delo. Tudi Eminem sam je med intervjujem z MTV-jem posnet 25. maja, 2002, da meni, da je The Eminem Show njegov "najboljši album doslej". The Eminem Show je Eminemov prvi album, ki ga je večinoma sam produciral.

## Seznam pesmi
| Št.             | Naslov                                    | Pisec                                                               | Producenti                                          | Dolžina |
| --------------- | ----------------------------------------- | ------------------------------------------------------------------- | --------------------------------------------------- | ------- |
| 1.              | „Curtains Up‟ (skit)                      |                                                                     | Eminem                                              | 0:30    |
| 2.              | „White America‟                           | Marshall Mathers, Jeff Bass, Luis Resto, Steve King                 | Eminem, Jeff Bass                                   | 5:24    |
| 3.              | „Business‟                                | Mathers, Andre Young, Ron Feemster, Mike Elizondo                   | Dr. Dre                                             | 4:11    |
| 4.              | „Cleanin' Out My Closet‟                  | Mathers, Bass                                                       | Eminem, Jeff Bass                                   | 4:58    |
| 5.              | „Square Dance‟                            | Mathers, Bass, Resto                                                | Eminem                                              | 5:24    |
| 6.              | „The Kiss‟ (skit)                         | Mathers, Bass                                                       | Eminem                                              | 1:16    |
| 7.              | „Soldier‟                                 | Mathers, Resto                                                      | Eminem                                              | 3:46    |
| 8.              | „Say Goodbye Hollywood‟                   | Mathers, Elizondo, Resto                                            | Eminem                                              | 4:33    |
| 9.              | „Drips‟ (feat. Obie Trice)                | Mathers, Obie Trice, Denaun Porter, Bass                            | Eminem                                              | 4:45    |
| 10.             | „Without Me‟                              | Mathers                                                             | Eminem, Jeff Bass, Urban Kris (co.), DJ Head (add.) | 4:50    |
| 11.             | „Paul Rosenberg‟ (skit)                   |                                                                     |                                                     | 0:23    |
| 12.             | „Sing for the Moment‟                     | Mathers, Bass, Resto, King, Steven Tyler                            | Eminem, Jeff Bass                                   | 5:40    |
| 13.             | „Superman‟ (feat. Dina Rae)               | Mathers, Bass, King                                                 | Eminem, Jeff Bass                                   | 5:50    |
| 14.             | „Hailie's Song‟                           | Mathers, Resto                                                      | Eminem                                              | 5:21    |
| 15.             | „Steve Berman‟ (skit)                     |                                                                     |                                                     | 0:33    |
| 16.             | „When the Music Stops‟ (feat. D12)        | Mathers, Ondre Moore, Porter, Von Carlisle, Rufus Johnson, Feemster | Eminem, Denaun Porter                               | 4:29    |
| 17.             | „Say What You Say‟ (feat. Dr. Dre)        | Mathers, Young, Feemster, Elizondo                                  | Dr. Dre                                             | 5:09    |
| 18.             | „'Till I Collapse‟ (feat. Nate Dogg)      | Mathers, Nathaniel Hale, Curtis Jackson, Resto                      | Eminem                                              | 4:57    |
| 19.             | „My Dad's Gone Crazy‟ (feat. Hailie Jade) | Mathers, Young, Feemster, Elizondo                                  | Dr. Dre                                             | 4:28    |
| 20.             | „Curtains Close‟ (skit)                   |                                                                     | Eminem                                              | 1:00    |
| Skupna dolžina: | Skupna dolžina:                           | Skupna dolžina:                                                     | Skupna dolžina:                                     | 77:30   |

## Lestvice
| Lestvica (2002)                  | Začetna pozicija |
| -------------------------------- | ---------------- |
| Australian Albums Chart          | 1                |
| Austrian Albums Chart            | 1                |
| Belgian Albums Chart (Flanders)  | 1                |
| Belgian Albums Chart (Wallonia)  | 3                |
| Canadian Albums Chart            | 1                |
| Danish Albums Chart              | 2                |
| Finnish Albums Chart             | 1                |
| French Albums Chart              | 2                |
| German Albums Chart              | 1                |
| Irish Albums Chart               | 1                |
| Italian Albums Chart             | 1                |
| Netherlands (Mega Album Top 100) | 1                |
| New Zealand Albums Chart         | 1                |
| Norwegian Albums Chart           | 1                |
| Polish Albums Chart              | 7                |
| Swedish Albums Chart             | 1                |
| Swiss Albums Chart               | 1                |
| UK Albums Chart                  | 1                |
| US Billboard 200                 | 1                |